# エドモントサウルス
エドモントサウルス（学名　Edmontosaurus, 'エドモントンのトカゲ'の意）は、中生代後期白亜紀（約7,300万 - 6,600万年前）に現在の北アメリカ大陸西部に生息した鳥脚亜目草食恐竜である。エドモントサウルスの属名の由来は（この属としての）最初の発見地であるカナダアルバータ州のエドモントン層群の一部ホースシューキャニオン累層（旧称・エドモントン累層下部統）にちなむ。

## 特徴

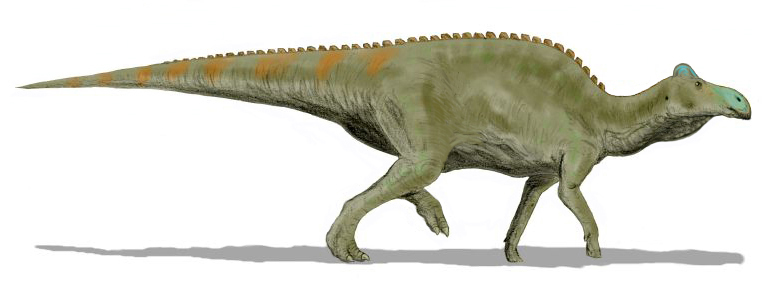
E.regalisの想像図

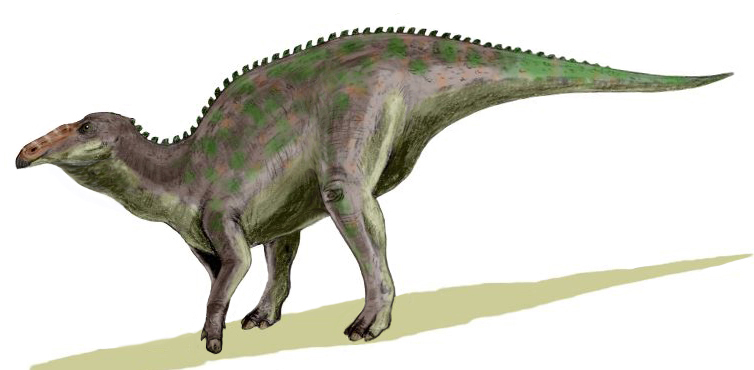
E.annectensの想像図

ハドロサウルス科の中でも発見例が多くよく知られた属である。全長は成体で9 m程度が一般的だが種によっては13 m、4tに達したものもおり、最大級のカモノハシ恐竜である。ミイラ化した化石が発見されており鱗を持つ皮膚の構造やパッドのある足の構造などが分かっている。特徴的な長い口には筋肉質の頬袋と奥に最大60列におよぶ密接した多数の歯からなるデンタルバッテリー構造を持ち、それらを前後に動かし固い食物を食べることができた。デンタルバッテリー構造の予備の葉を含めると2000本ほども歯があった。そして、磨耗した古い歯は抜け、鮫のように新しい歯は絶えず新しい歯と取り替わっていた。化石化されたエドモントサウルスの体腔からは針葉樹の葉、種子、および小枝の化石が発見されており確かに針葉樹食であったようだ。上下に扁平で前後に長い頭からアヒルのような顔とされるが鼻の構造などから実際には目から鼻にかけて鼻とつながった筋肉の袋を持っていた可能性があり一般に考えられるほど扁平ではなかったという説もある。この袋を膨らますことで他の個体とコミュニケーションをとっていたのではないかと考えられている。
また、ミイラ状の化石もエドモントサウルスのミイラサンプルAMNH 5060を含めて、いくつか発掘されており、そのうちの一つには「ダコタ」という愛称が与えられている。また後頭部に肉質のトサカのような痕跡が残る標本も発見されている。
研究により、天敵であるティラノサウルスをどのようにして振り切っていたのかも少しずつ明らかにされている。それによるとエドモントサウルスはティラノサウルスよりも長距離走に秀でていたと推察されている。

## 画像

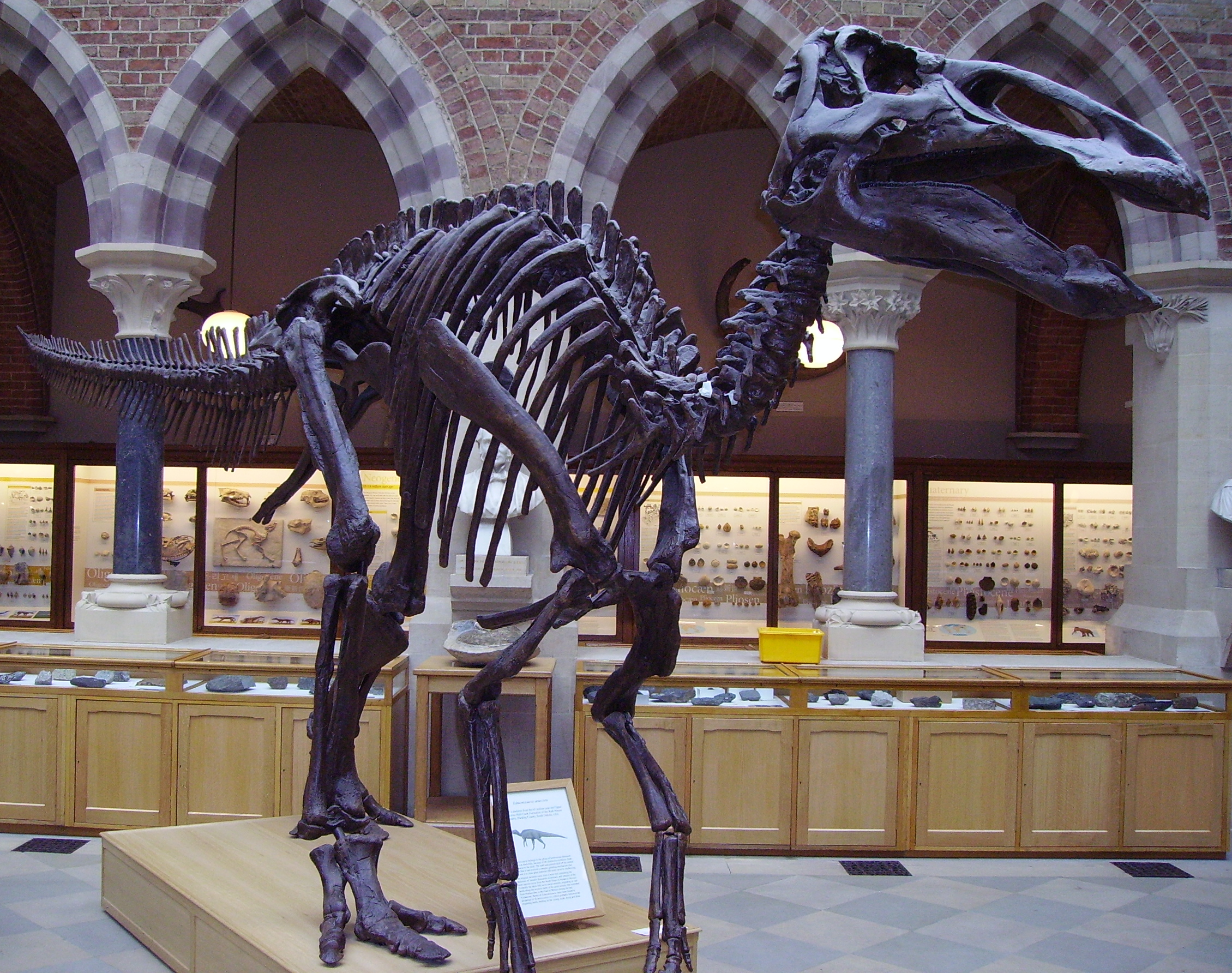
全身骨格
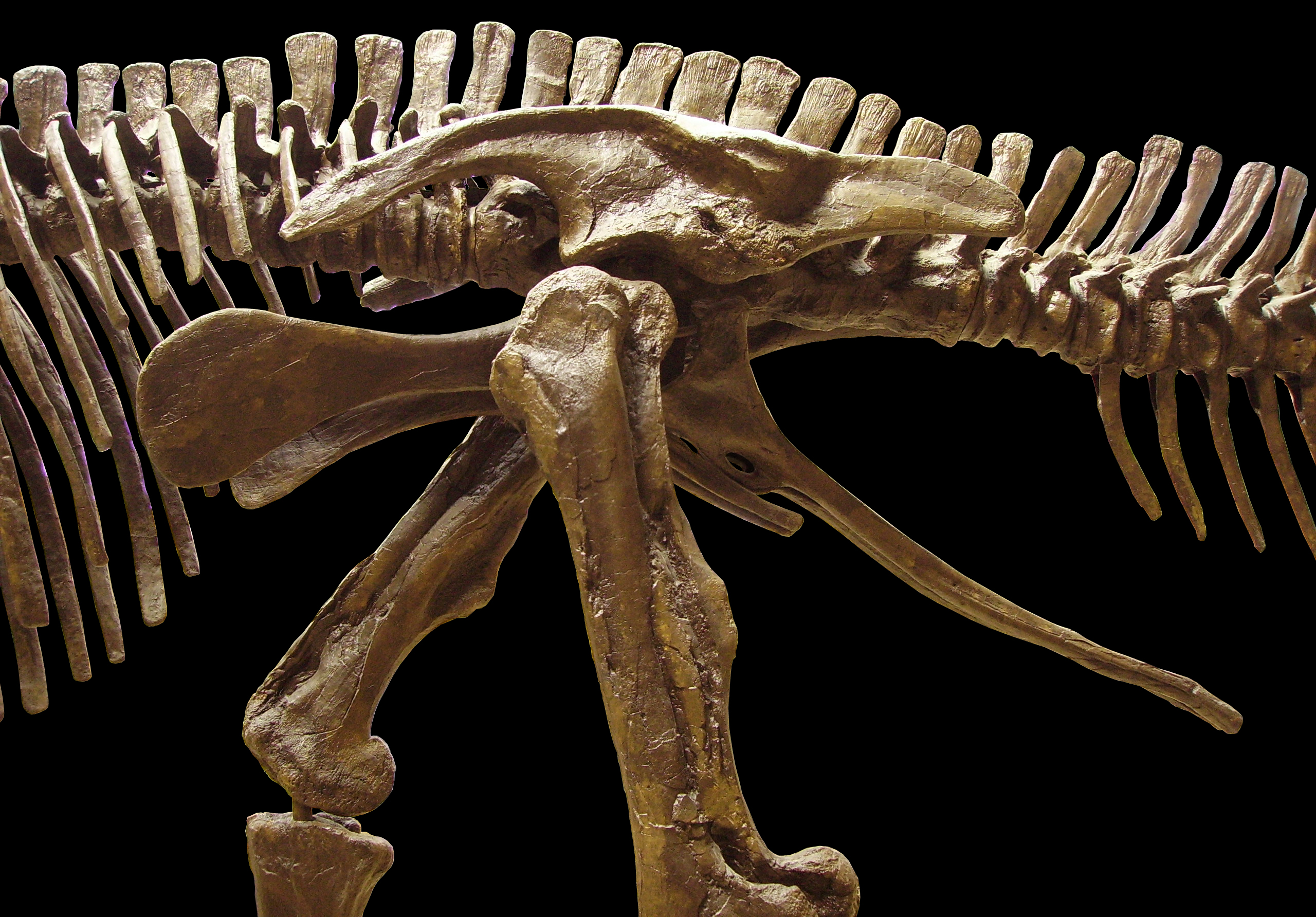
骨盤
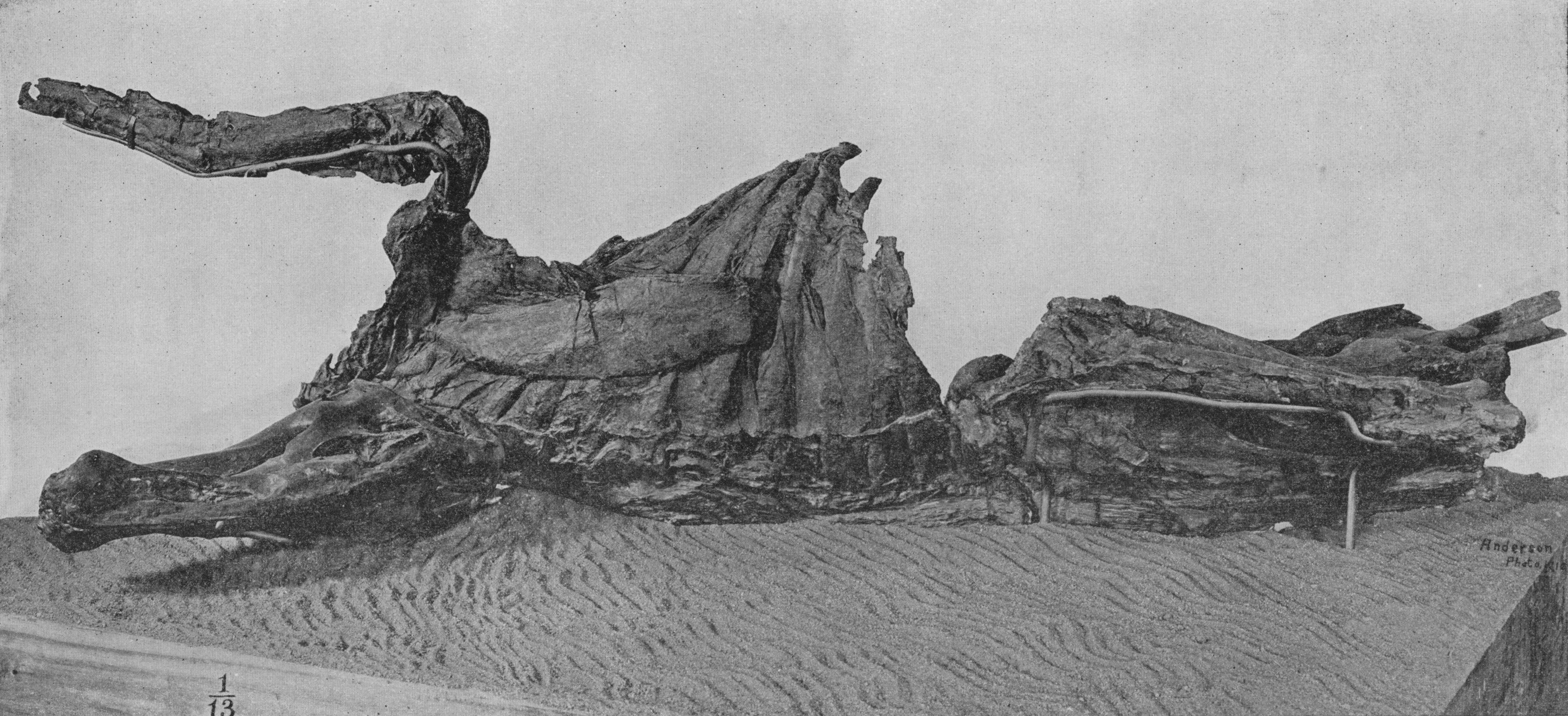
ミイラ
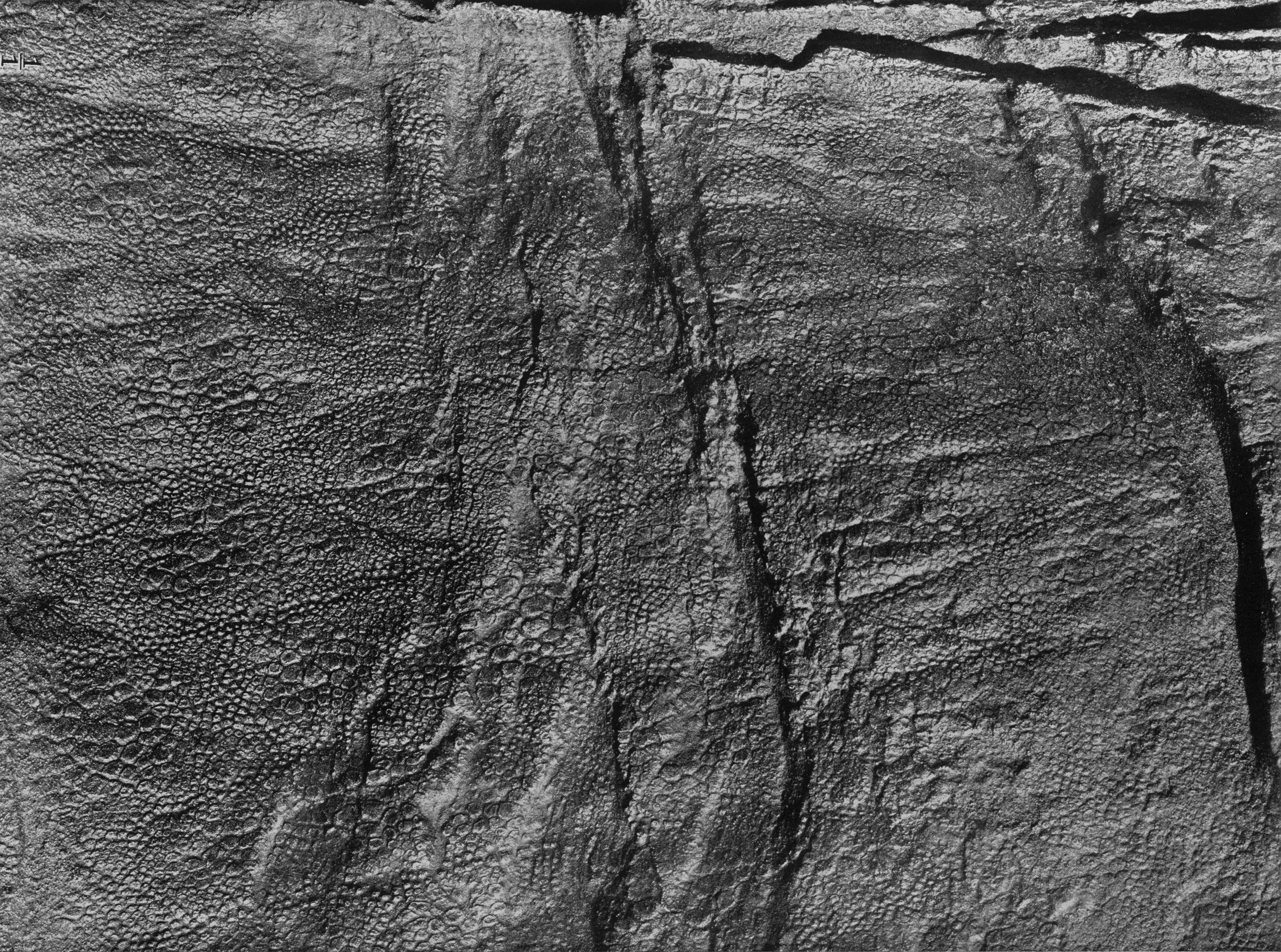
皮膚の印象化石
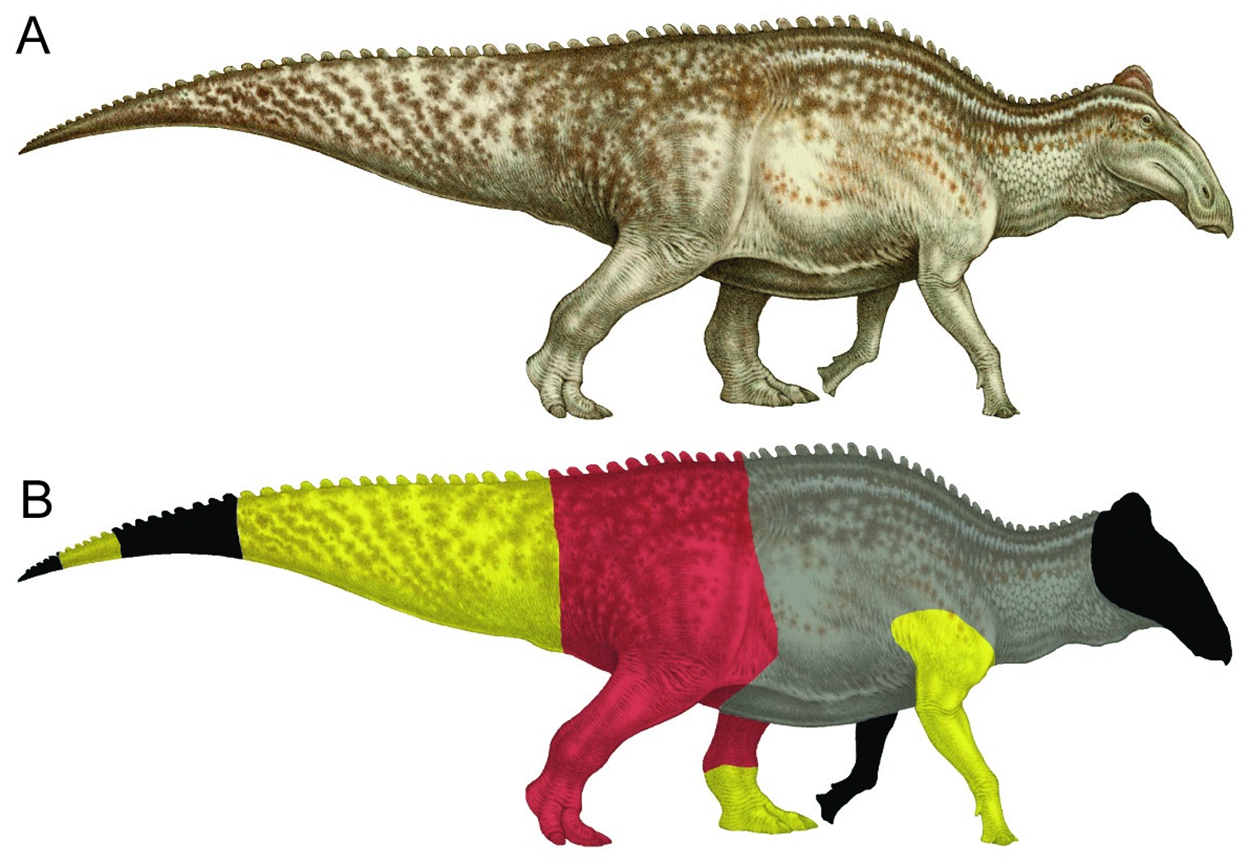
ミイラから判明した黄色と赤の部分を反映した再現図。

## 主な種
- E.レガリス E.regalis Lawrence M. Lambe 1917、模式種
- E.アンネクテンス E.annectenns   Marsh 1892 (クラエオサウルス・アンネクテンスとして)＝アナトサウルス・アンネクテンス(模式種)

アナトティタン・コペイ (Anatotitann copei) も一時期 E.コペイにされたことがある。名称の変遷についてはハドロサウルス科を参照

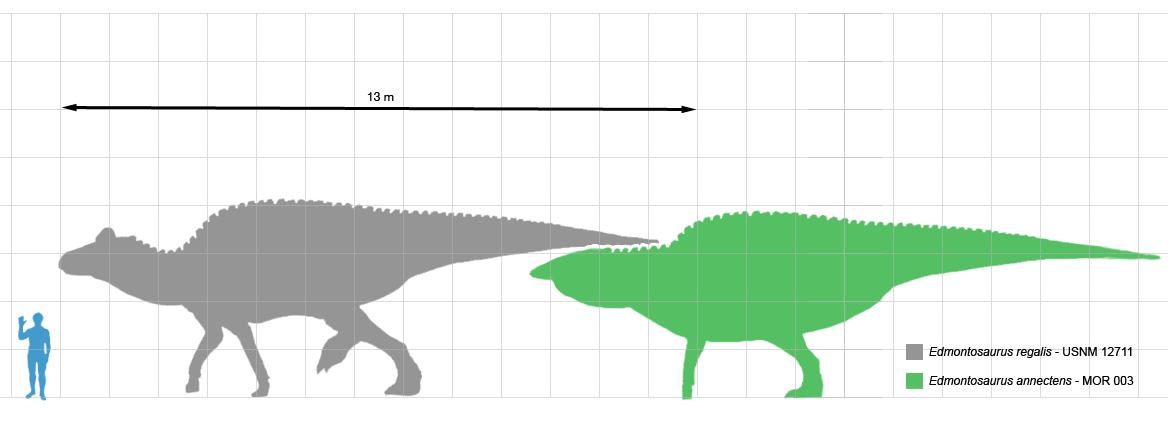
E.regalis (左の灰色)とE.annectens(右の緑色) のヒトとの大きさ比較。
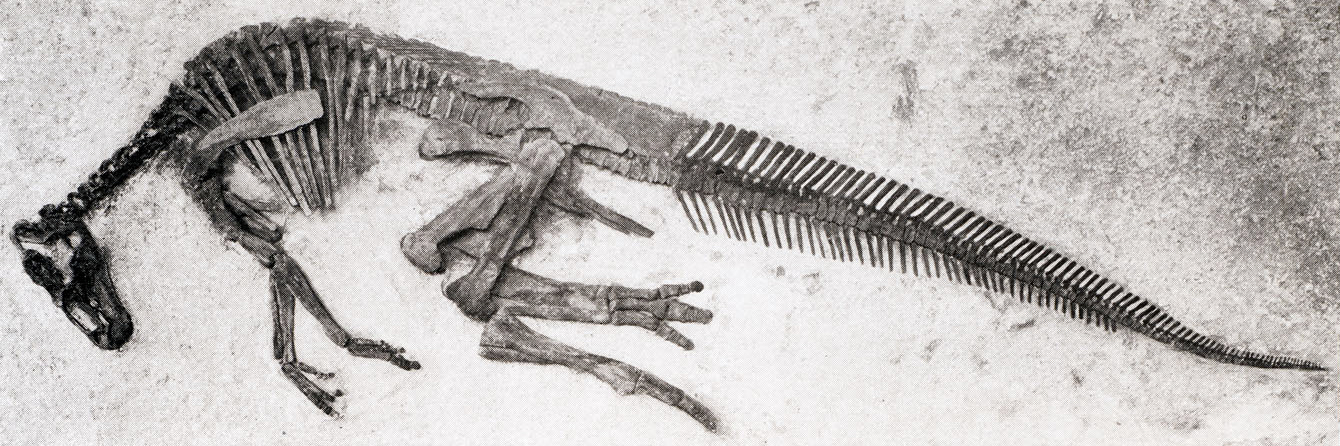
E. annectens 骨格

## 日本の所蔵館
- 国立科学博物館地球館地下1階（歯の実物）
- 神奈川県立生命の星・地球博物館
- 豊橋市自然史博物館
- 福井県立恐竜博物館